# اسامة بن منقذ

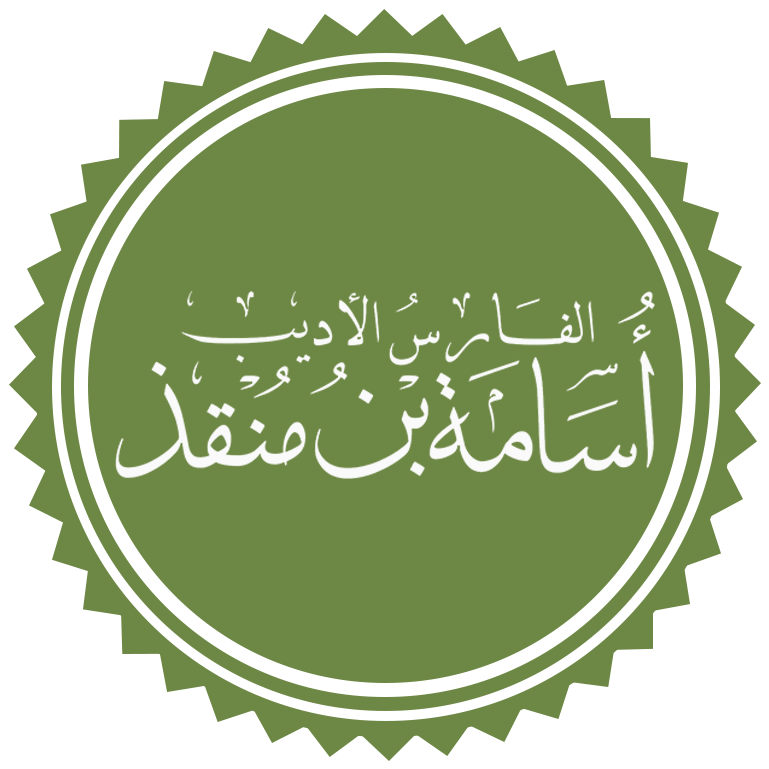
اسامه بن منقذ

اُسامة بن مرشد شهرت‌یافته به اسامه ابن مُنْقِذ (۱۰۹۵ –۱۱۸۸م) امیر و شاعر عربی شامی بود. در دمشق سکونت گزید و در آنجا درگذشت. برخی حمله‌ها بر صلیبیان در فلسطین را فرماندهی کرد. در سال‌های پایانی زندگی‌اش به صلاح‌الدین ایوبی پیوست. چند اثر در تاریخ و نقد شعر عربی نگاشت.
اسامه بن منقذ نویسندهٔ خاطرات مشهوری با عنوان «کتاب الاعتبار» بود؛ اثری که جزئیات مهمی از مرحلهٔ پایانی خلافت فاطمی را دربردارد. ابن منقذ آشنایی شخصی با خلیفهٔ فاطمی الحافظ داشت و همچنین با دو وزیر فاطمی پس از او، یعنی عادل بن سلار و عباس، در ارتباط بود. خاطرات او که در سال ۵۷۹ق / ۱۱۸۳م تألیف شده، اطلاعات باارزشی از دوران اقامتش در قاهرهٔ فاطمی بین سال‌های ۵۳۹ق / ۱۱۴۴م تا ۵۴۹ق / ۱۱۵۷م را ارائه می‌دهد؛ یعنی تا زمان بازگشتش به سوریه پس از قتل خلیفه فاطمی الظافر. این اثر در سال ۱۸۸۰ توسط هارتویگ دیرینبورگ در کتابخانهٔ اسکوریال مادرید کشف و نخستین چاپ انتقادی متن عربی آن منتشر شد.

## نسب
نسب کامل او: «اسامة بن مرشد بن علی بن مقلد بن نصر بن منقذ بن محمد بن منقذ بن نصر بن هاشم بن سوار بن زیاد بن رغیب بن مکحول بن عمرو بن الحارث بن عامر بن مالک بن أبی مالک بن عوف بن کنانة بن عوف بن عذرة بن زید اللات بن رفیدة بن ثور بن کلب بن وبرة بن تغلب بن حلوان بن عمران بن الحاف بن قضاعة»